# International Carpathian League of Water Polo
International Carpathian League of Water Polo (ICLWP) (kraće Carpathian League) ili Carpathians Interleague
Prva sezona ponovno pokrenutog natjecanja bila je 2019.
Prve utakmice ponovno pokrenute lige odigrane su 19. i 20. siječnja 2019.
Radi se o natjecanju koje je oživljeno nakon nekoliko godina, ponajviše zahvaljujući Dynamo Lvivu.

## Popis klubova koji su sudjelovali (2019. – 2020.)
U zagradi je godina prvog sudjelovanja.
Poredani abecedno prvo po sjedištu kluba pa zatim po nazivu, preskačući oznaku vrste kluba.
ugašeni klubovi
Napomena: U izvorima se neki klubovi navode pod različitim nazivima ili inačicama naziva (uglavnom neovisnih o sponzorstvu) - ovdje su navedeni svi takvi nazivi.
Bjelorusija
- RCOP Minsk, Minsk (2019.) - bjeloruska reprezentacija sastavljena od igrača iz bjeloruskih klubova[11]

Litva
- EVK Žaibas / VK Žaibas Elektrėnai, Elektrėnai (2019.)

Poljska
- ŁSTW Łódź / ŁSTW Ocmer Łódź, Łódź (2019.)

Slovačka
- ŠK Hornets Košice, Košice (2019.)

Ukrajina
- National team of Kharkiv region, Kharkiv (2020.)[12]
- VK Dynamo Lviv, Lviv (2019.)

## Izdanja
Svaka ekipa organizira jedan krug natjecanja, odnosno jedan turnir koji se igra jednokružno. Svaki turnir ima svoj naziv i igra se od nule za počasne nagrade - pokal pobjednika turnira i medalje. Ostvareni rezultati na turnirima, odnosno bodovi i zabijeni/primljeni golovi ostvareni u utakmicama sa sudionicima lige se akumuliraju za ukupni poredak u ligi. Nema nerješenih utakmica - pucaju se peterci nakon isteka regularnog dijela u slučaju nerješenog rezultata. Bodovi se dodjeljuju na sljedeći način: 3 boda za pobjedu u regularnom dijelu, 2 boda za pobjedu na peterce, 1 bod za poraz na peterce, 0 za poraz u regularnom dijelu.
Kazalo
* U zagradi je broj klubova, odnosno država, koji je inicijalno trebao sudjelovati u Ligi; izbačeni ili odustali.
| Godina | Broj * država | Broj * klubova | Broj turnira | Prvaci               | #2                    | #3                   | #4                  | Ref                                |
| ------ | ------------- | -------------- | ------------ | -------------------- | --------------------- | -------------------- | ------------------- | ---------------------------------- |
| 2020.  | 3             | 4              |              |                      |                       |                      |                     | [ 14 ]                             |
| 2019.  | 4(5)          | 4(5)           | 4            | RCOP Minsk [?–?–?–?] | Dynamo Lviv [?–?–?–?] | EVK Žaibas [?–?–?–?] | ŁSTW Łódź [?–?–?–?] | [ 15 ] [ 16 ] [ 17 ] [ 18 ] [ 19 ] |

### Vječna ljestvica
zaključno sa izdanjem 2020. 
| Nepoznata kratica »« | Klub        | Sjedište | Prvak | Drugi | TOP4 | Ostali nazivi; Napomene |
| -------------------- | ----------- | -------- | ----- | ----- | ---- | ----------------------- |
|                      | RCOP        | Minsk    |       |       |      |                         |
|                      | Dynamo Lviv | Lviv     |       |       |      |                         |

## Nagrade
| Sezona | MVP | Najbolji strijelac |
| ------ | --- | ------------------ |
| 2020.  | ()  | ()                 |
| 2019.  | ()  | ()                 |